# Fedor von Bock
Fedor von Bock (teljes nevén: Moritz Albrecht Franz Friedrich Fedor von Bock; Küstrin, Porosz Királyság, 1880. december 3. – Oldenburg in Holstein, 1945. május 4.) német tábornagy a második világháborúban, a villámháború specialistája.

## Magánélete
Édesapja Moritz von Bock porosz vezérőrnagy, édesanyja az orosz ősökkel is rendelkező Olga Helene Fransziska Freifrau von Falkenhayn von Bock.

## Katonai pályája

### Az első világháború
1898-tól szolgált a német hadsereg kötelékében, az első világháborúban több kitüntetést is szerzett. Ezt követően szolgált a hadügyminisztériumban és különböző egységeknél is.

### A második világháború
Az anschluss idején a 8. Német hadsereg bevonulását irányította. A Lengyelország elleni hadműveletekben az Észak hadseregcsoportot, az 1940-es nyugat-európai hadjárat idején a B hadseregcsoportot irányította. 1941-ben a Szovjetunió lerohanásánál a Közép hadseregcsoportot vezette. A Moszkva elleni sikertelen hadművelet (moszkvai csata) után Hitler elővigyázatlansággal vádolta meg Bockot, és menesztette posztjáról. 
Az 1942-es év első felében reaktiválták, ekkor rövid időre a Dél hadseregcsoport parancsnoka lett, majd júliusban véglegesen nyugdíjazták. 1945. május 4-én, a háború utolsó hetében kocsiját egy angol vadászgép megtámadta és a támadásban a felesége, a lánya mellett ő is az életét vesztette.